# Principalansvar
Principalansvar kallas i Sverige det skadeståndsansvar som arbetsgivare, eller person i motsvarande position, har för arbetstagare, eller motsvarande. Som utgångspunkt är det arbetsgivaren som ska ersätta de skador som arbetstagaren orsakar. 
3 kap. 1 § skadeståndslagen stadgar:
- Den som har arbetstagare i sin tjänst skall ersätta
- 1. personskada eller sakskada som arbetstagaren vållar genom fel eller försummelse i tjänsten,
- 2. ren förmögenhetsskada som arbetstagaren i tjänsten vållar genom brott, och
- 3. skada på grund av att arbetstagaren kränker någon annan på sätt som anges i 2 kap. 3 § genom fel eller försummelse i tjänsten.

Endast i undantagsfall kan arbetstagaren bli tvungen att ersätta skador som han eller hon har orsakat i tjänsten. För att undantaget ska vara tillämpligt krävs enligt 4 kap. 1 § skadeståndslagen att synnerliga skäl föreligger. En arbetstagare som uppsåtligen har agerat på ett systematiskt sätt, t.ex. genom att förskingra en summa pengar varje månad från en kund, anses vara mer klandervärd än en arbetstagare som vid ett enstaka tillfälle av oaktsamhet har osakat en skada.